# CS Știința Explorări Baia Mare
CS Știința Explorări Baia Mare este un club de volei masculin profesionist din Baia Mare. Echipa își dispută meciurile de acasă în Sala Polivalentă Lascăr Pană.

## Istoric
Activitatea voleibalistică în Baia Mare începe în anul 1947, când se organizează primul campionat orășenesc, la care au participat echipele: Liceul "Gheorghe Șincai", Școala Chimică, Școala minieră, Progresul finanțe, Dinamo și o echipă a armatei. Meciurile s-au desfășurat tur-retur, câștigătoare fiind echipa Școlii miniere.
După reînființarea Federației Române de Volei, în 1958, se organizează campionatul divizionar B pentru echipe masculine. La prima ediție participă și Dinamo Baia Mare, care, ocupând locul opt în seria a II-a, retrogradează.
În 1959 acționează din nou în divizia B, sub denumirea de CSM Baia Mare.
Ediția 1960 a diviziei B se desfășoară pe jumătate (numai turul), hotărându-se desființarea ei.
În urma turneului de calificare pentru divizia A (1962), Minerul Baia Mare promovează pe prima scenă a voleiului românesc. După șase ani (1968) retrogradează în divizia B.
În 1969 revine în divizia A, sub numele de Explorări Baia Mare. După numai doi ani (1971) retrogradează.
Turneul de calificare de la Rm. Vâlcea, pentru promovarea în divizia A (1974), îi readuce pe băimăreni în campionatul primei divizii.
În 1991, AS Explorări Baia Mare fuzionează cu CS Universitatea Baia Mare, evoluând în cadrul superligii de volei masculin, sub denumirea de CS Universitatea Explorări Baia Mare. În 2001, numele secției de volei din cadrul Clubului Sportiv Știința Baia Mare devine „CS Știința Explorări Baia Mare”.

## Cronologia numelui
| Nume                                 | Perioada     |
| ------------------------------------ | ------------ |
| Școala Minieră Baia Mare             | 1947–1958    |
| Dinamo Baia Mare                     | 1958–1969    |
| AS Explorări Baia Mare               | 1969–1991    |
| CS Universitatea Explorări Baia Mare | 1991–2001    |
| CS Știința Explorări Baia Mare       | 2001–prezent |

## Palmares
| Competiții naționale | Competiții internaționale |
| Campionatul României Campioni (1) : 1993 Vicecampioni (4): 1974, 1980, 1994, 2011, Locul 3 (6): 1977, 1989, 1990, 1991, 1992, 1995 Cupa României Câștigători (2) : 1979, 1980 Finaliști (1): 2010 | Cupei Campionilor Europeni - Optimi (1): 1993-1994 Cupa Confederației Europene de Volei - Turul 1 (1): 1989-1995 Cupa Cupelor - Turul 1 (1): 1975 Cupa Balcanică Câștigători (3) : 1979, 1980, 1982 Finaliști (1): 2010 - câștigătoare a numeroase turnee internaționale organizate în Ungaria, Bulgaria, Germania, Cehoslovacia |